# (22544) Sarahrapo
(22544) Sarahrapo (1998 FL75) – planetoida z pasa głównego asteroid okrążająca Słońce w ciągu 3,35 lat w średniej odległości 2,24 j.a. Odkryta 24 marca 1998 roku.